# 教育職員等による児童生徒性暴力等の防止等に関する法律
教育職員等による児童生徒性暴力等の防止等に関する法律（きょうしょくいんとうによるじどうせいとせいぼうりょくとうのぼうしとうにかんするほうりつ、令和3年6月4日法律第57号）は、教育職員等による児童生徒性暴力等の防止に関する法律である。一般的に教育職員性暴力等防止法（きょういくしょくいんせいぼうりょくとうぼうしほう）・わいせつ教員対策新法（わいせつきょういんたいさくしんぽう）と呼ばれている。
2021年（令和3年）6月4日に公布された。2022年（令和4年）4月1日施行。

## 主務官庁
- 文部科学省総合教育政策局教育人材政策課[3]

## 経緯
- 2021年（令和3年）：5月28日、教育職員等による児童生徒性暴力等の防止等に関する法律（令和3年法律第57号）制定。6月4日公布。この法律は、公布の日から起算して一年を超えない範囲内において政令で定める日から施行する。教育職員等による児童生徒性暴力等の防止等に関する法律の施行期日を定める政令により令和4年4月1日施行が決定した[4]。

## 構成
- 第一章 総則
- 第二章 基本指針
- 第三章 教育職員等による児童生徒性暴力等の防止に関する措置
- 第四章 教育職員等による児童生徒性暴力等の早期発見及び児童生徒性暴力等への対処に関する措置等
- 第五章 特定免許状失効者等に対する教育職員免許法の特例等
- 第六章 雑則

## 概要
- 「学校」「児童生徒等」「児童生徒性暴力等」の定義

- 児童生徒性暴力等の禁止

- 基本理念

- 任命権者等の責務

- 教育職員等に対する啓発等
  - 同法第13条において、国及び地方公共団体は、教育職員等に対し、児童生徒等の人権、特性等に関する理解及び児童生徒性暴力等の防止等に関する理解を深めるための研修及び啓発を行うものとしている。国及び地方公共団体は、教育職員の養成課程における児童生徒性暴力等の防止等に関する教育の充実その他必要な措置を講ずるものとし、教育職員の養成課程を有する大学は、当該教育職員の養成課程を履修する学生が児童生徒性暴力等の防止等に関する理解を深めるための措置その他必要な措置を講ずるものとしている。
- データベースの整備等
  - 同法第15条において国は、特定免許状失効者等の氏名及び特定免許状失効者等に係る免許状の失効又は取上げの事由、その免許状の失効又は取上げの原因となった事実等に関する情報に係るデータベースの整備その他の特定免許状失効者等に関する正確な情報を把握するために必要な措置を講ずるものとし、都道府県の教育委員会は、当該都道府県において教育職員の免許状を有する者が特定免許状失効者等となったときは、前項の情報を同項のデータベースに迅速に記録することその他必要な措置を講ずるものとしている。
- 特定免許状失効者等に対する教育職員免許法の特例
  - 同法第22条において、特定免許状失効者等（教育職員免許法第五条第一項各号のいずれかに該当する者を除く。）については、その免許状の失効又は取上げの原因となった児童生徒性暴力等の内容等を踏まえ、当該特定免許状失効者等の改善更生の状況その他その後の事情により再び免許状を授与するのが適当であると認められる場合に限り、再び免許状を授与することができるとしている。また、都道府県の教育委員会は、前項の規定により再び免許状を授与するに当たっては、あらかじめ、都道府県教育職員免許状再授与審査会の意見を聴かなければならない。都道府県の教育委員会は、特定免許状失効者等から失効した免許状の返納を受けることとなった都道府県の教育委員会その他の関係機関に対し、当該特定免許状失効者等に係る免許状の失効又は取上げの原因となった児童生徒性暴力等の内容等を調査するために必要な情報の提供を求めることができるとしている。
- 都道府県教育職員免許状再授与審査会
  - 同法第23条において、第22条に規定する意見を述べる事務をつかさどらせるため、都道府県の教育委員会に、都道府県教育職員免許状再授与審査会を置くものとしている。